# Khun Tong Daeng: The Inspirations
 (février 2025).
La mise en forme du texte ne suit pas les recommandations de Wikipédia : il faut le « wikifier ».
Les points d'amélioration suivants sont les cas les plus fréquents :
- Les titres sont pré-formatés par le logiciel. Ils ne sont ni en capitales, ni en gras.
- Le texte ne doit pas être écrit en capitales (les noms de famille non plus), ni en gras, ni en italique, ni en « petit »…
- Le gras n'est utilisé que pour surligner le titre de l'article dans l'introduction, une seule fois.
- L'italique est rarement utilisé : mots en langue étrangère, titres d'œuvres, noms de bateaux, etc.
- Les citations ne sont pas en italique mais en corps de texte normal. Elles sont entourées par des guillemets français : « et ».
- Les listes à puces sont à éviter, des paragraphes rédigés étant largement préférés. Les tableaux sont à réserver à la présentation de données structurées (résultats, etc.).
- Les appels de note de bas de page (petits chiffres en exposant, introduits par l'outil «  Source ») sont à placer entre la fin de phrase et le point final[comme ça].
- Les liens internes (vers d'autres articles de Wikipédia) sont à choisir avec parcimonie. Créez des liens vers des articles approfondissant le sujet. Les termes génériques sans rapport avec le sujet sont à éviter, ainsi que les répétitions de liens vers un même terme.
- Les liens externes sont à placer uniquement dans une section « Liens externes », à la fin de l'article. Ces liens sont à choisir avec parcimonie suivant les règles définies. Si un lien sert de source à l'article, son insertion dans le texte est à faire par les notes de bas de page.
- La présentation des références doit suivre les conventions bibliographiques. Il est recommandé d'utiliser les modèles {{Ouvrage}}, {{Chapitre}}, {{Article}}, {{Lien web}} et/ou {{Bibliographie}}. Le mode d'édition visuel peut mettre en forme automatiquement les références.
- Insérer une infobox (cadre d'informations à droite) n'est pas obligatoire pour parachever la mise en page.

Pour une aide détaillée, merci de consulter Aide:Wikification.
Si vous pensez que ces points ont été résolus, vous pouvez retirer ce bandeau et améliorer la mise en forme d'un autre article.
Pour plus de détails, voir Fiche technique et Distribution.
Khun Thong Daeng: The Inspirations est un film d'animation thaïlandais sorti en 2015, soutenu par Kasikorn Bank. Il est doublé par Jirayu Tangsrisuk, Chanathip Songkrasin, Saranrat Wisutthithada, Ketsupsawad Palkawong, Patcharadon Benjamas, Pensuthi Lertratnachaï, Santisuk Phromsiri, Kiat Sak Udomnaka, Natthamon Phuwapatchim, Chananya Lertwatthanamongkol Kaimuk Chananya, Thanyawit Wuttithiwat, Ken Limkanan, Julai Phon Inthralawan, et Wiphaada Jatuysaporn,
Le film est inspiré de l'histoire de "Tongdaeng", un chien royal de Rama IX, le 9ème roi de la dynastie Chakri. L'animation raconte des histoires de gratitude, de courage, et de leçons de vie, composées de trois courtes histoires : la première, 'Chien de temple', raconte l'histoire de la gratitude d'un chien errant ; la deuxième, 'Thong Lor', parle d'un chiot dont la mission est de protéger une jeune fille aveugle, tandis que la troisième, 'Copper, le meilleur ami', se déroule dans un avenir où un chien robot, créé à partir de déchets, se fait des amis et change le monde ennuyeux autour d'elle

## Synopsis

### Épisode 1: Chien de temple
C'est l'histoire de gratitude de "Jor", un chien abandonné sur la route, qui a été sauvé par la générosité d'un moine. Bien que Jor soit un chien de temple ordinaire, son courage envers le moine le pousse à protéger sa vie et les biens du temple.

### Épisode 2: Thong Lor
Cette histoire suit "Thong Lor", un chiot d'un jardin qui aspire à devenir courageux comme "Khun Thong Daeng", le chien royal, pour prendre soin d'une jeune fille handicapée visuellement.

### Épisode 3: Copper, le meilleur ami
Cette partie se déroule dans un futur dans le monde de Yak (film) où "Copper", un chien robot fait de ferraille, finit par se faire un ami et transforme le monde monotone qui l'entoure en un lieu de rires.

## Fiche technique
- Titre : Khun Tong Daeng: The Inspirations
- Titre original : Khun Thong Dang The Inspirations
- Réalisation : Phanlop Sincharoen
- Scénario : Issaraporn Kuntisuk et Phanlop Sincharoen
- Production : Phanich Sodsee
- Société de production : Workpoint Entertainment
- Pays :  Thaïlande
- Genre : Animation
- Durée : 101 minutes
- Dates de sortie : 
  -  Thaïlande : 6 décembre 2015

## Distribution vocale

### Épisode: Chien de temple
- Jirayu Tangsrisuk prête sa voix à Jor
- Saranrat Wisutthithada prête sa voix à Nong Miaow
- Ketsupsawad Palkawong prête sa voix à Boonting
- Chanathip Songkrasin prête sa voix à Boonlong
- Patcharadon Benjamas prête sa voix à Boonrod
- Pensuthi Lertratnachaï prête sa voix à Boonnoi/Boontham
- Singsao Lertratnachaï prête sa voix à la meute de chiens
- Patharawut Samutnavi prête sa voix au chef des voleurs
- Kaiwan Watthanakrai prête sa voix à Pra Khaw
- Withaya Phasuk prête sa voix à Pid
- Thanakrit Yangkronthams prête sa voix à Pod
- Sukrit Wiseskaew prête sa voix à Dome

### Épisode: Thong Lor
- Julai Phon Inthralawan prête sa voix à Fah
- Adirek Watthaleela prête sa voix à Oncle Yut
- Wiphaada Jatuysaporn prête sa voix à Grand-Mère Phlub

### Épisode: Copper, le meilleur ami
- Chananya Lertwatthanamongkol prête sa voix à Rust
- Sukrit Wiseskaew prête sa voix à Dome
- Santisuk Phromsiri prête sa voix à Oncle Khew
- Kiat Sak Udomnaka prête sa voix à Pueak
- Thanyawit Wuttithiwat prête sa voix à Win
- Ken Limkanan prête sa voix à Oncle Méchanicien
- Pallap Sinthucharoen prête sa voix au Maire/Client/Habitant 1
- Attpol Poonsiriwong prête sa voix à l'enfant de l'équipe de Pien Pien
- Pornchanok Daopradap prête sa voix à l'Habitant 2
- Watchara Songsomboon prête sa voix au Médecin/Propriétaire du chien féroce 2/Policier 2
- Thawisak Wiriya-woranont prête sa voix au Propriétaire du chien féroce 1/Policier 1
- Natthamon Phuwapatchim prête sa voix à l'Infirmière

## Bande originale
- "Aeng Maeng" - Sincharoen Brothers